# Pic du Marboré
Der Pic du Marboré (französisch) oder Pico Marboré (spanisch) ist ein 3251 msnm hoher Berg in den Pyrenäen auf der Grenze zwischen Frankreich und Spanien. Mit seiner bis zu 1500 m abfallenden Nordwestwand dominiert er das Landschaftsbild im Cirque de Gavarnie. Südwestlich des Gipfels befinden sich die drei Nebengipfel Picos de la Cascade. In der Nordwestwand befindet sich der Gletscher Glacier de la Cascade der die Gavarnie-Fälle (französisch Grande Cascade) im unteren Wanddrittel speist.

## Aufstieg
- Auf der französischen Seite beginnt die einfachste Rout beim Col de Tentes und führt zur Refuge des Sarradets. Der weitere Weg verläuft durch die Brèche de Roland auf die spanische Seite und durch die Südflanke zum Gipfel.
- Auf der spanischen Seite vom Refugio de Goriz durch die Südflanke